# トニー・アボット
アンソニー・ジョン・"トニー"・アボット（英語: Anthony John "Tony" Abbott、1957年11月4日 - ）は、オーストラリアのジャーナリスト、政治家。元オーストラリア自由党党首。第28代オーストラリア連邦首相。宗教はカトリックである。

## 経歴
1957年11月4日にイギリスのロンドンで、オーストラリア国籍の両親の間に誕生した。アボットの父であるリチャードはニューカッスル・アポン・タインで生まれ、近郊の村で育った。アボットは第二次世界大戦中に家族とともにオーストラリアに移住している。母フェイはシドニー出身のオーストラリア人である。1960年に幼いアボットは両親とともにオーストラリアへ帰国した。シドニー郊外のチャッツウッドに一家は居を構えた。シドニー大学で経済学と法学を専攻し、学生代表委員会会長を務める。またボクサーとしての活動歴もある。シドニー大学卒業後はローズ奨学生としてオックスフォード大学ザ・クイーンズ・カレッジに留学し、オックスフォード大学で修士号（政治・哲学専攻）を取得する。1984年、カトリックの神学校であるセント・パトリック神学校へ入学しカトリック司祭になるための勉強を始め、イエズス会に影響を受けたが、その後中退した。神学校をやめてから出会ったのが、シドニーで働くニュージーランド人のマーガレット・エイトケンで、2人は1988年に結婚した。妻との間にルイーズ、ブリジェット、フランセスの3子がいる.。学生時代よりライターとして活動していた縁でオーストラリアンなどに記事を寄稿しジャーナリストとして活動を始める。記事の中で労働組合や左派系政党を批判する論調を展開した。

### 政界入り
1990年から1993年までオーストラリアの政治家ジョン・ヒューソン秘書、1993年から1994年までオーストラリア立法君主連合事務局長を務める。1994年、ニューサウスウェールズ州の連邦議会補欠選挙で当選し政界入りした。ジョン・ハワード政権下に2001年に環境大臣、2003年に健康保険大臣に就任した。2009年に行われた自由党内の党首選挙でマルコム・ターンブルに替わって党首に就任した。ハワード政権退陣後、自由党はブレンダン・ネルソン、ターンブルと党首交代が相次ぎ迷走が続いていたが、アボットは退潮傾向に歯止めをかけ、2010年6月には人気の高かった首相のケビン・ラッドを退陣に追い込み、同年8月の総選挙では情勢を接戦に持ち込んだ。

### 首相としての活動
2013年9月の総選挙では与党の労働党を大差で下し、政権交代を実現させる。同月18日、就任宣誓式を行い第28代オーストラリア連邦首相に就任した。
2014年4月に来日。
2015年1月には旧宗主国に当たるイギリスのエディンバラ公フィリップへの勲章授与を独断で決めたことをきっかけに党内の不満が噴出し、野党だけでなく与党内部からも「時代錯誤で権威主義」と批判を浴びた。経済政策や指導力へも疑問が高まり、2月6日に自由党党首からの解任動議を提出される。9日には動議を否決したものの、賛成39、反対61と賛成票が4割近くになったため求心力は低下した。その後は首相、与党とも世論調査で支持率が低下するなど与党内部からアボットに対し不信の声が高まり、通信大臣で自由党元党首のマルコム・ターンブルなどから退陣を迫られた。9月14日、ターンブルの要求を受けアボット首相は党首選挙を実施し、ターンブルに敗北、首相を辞任することとなった。翌15日、正式に首相を退任した。2019年5月18日投開票のオーストラリア総選挙では落選。

### 首相退任後
2021年10月5日から私的な立場で台湾を訪問。同月7日に蔡英文総統との会談を通じて、台湾が国際的な孤立状態を解消することを支えると表明。
2022年4月29日、日本国政府から旭日大綬章受章。

## 政策
保守的なカトリック教徒としても知られ、胚性幹細胞の研究や人工妊娠中絶に反対し、君主制存続を主張している。

### 環境
ニューズウィークによれば、次のような政策を行っている、と報道している。炭素税と鉱物資源利用税を廃止、サメの殺害、国立公園内で家畜放牧の解禁、再生可能エネルギーへの投資を縮小、グレートバリアリーフへの土砂の廃棄の許可、ユネスコに対しタスマニア原生林を世界遺産登録から外す事を要望。また、ニューズウィークによれば、インデペンデントは「オーストラリア史上、自国の環境に最も優しくない」という旨を述べていると報道し、これに対しニューズウィークは「オーストラリアではなく『地球』かもしれない」と述べている。

### 外交

#### 日本
ラッド政権下において捕鯨問題などでぎくしゃくしがちだった日豪関係の修復・強化を打ち出した。
日本との関係を「アジアにおける最良の友」「世界史の中で最もお互いに恩恵を受けてきた二国間関係の1つ」と評価している。
2014年7月、安倍晋三首相と会談し、11月1日に第一次世界大戦でオーストラリア軍とニュージーランド軍の最初の輸送船団が出発してから100年を迎えるにあたって行われる記念式典に自衛隊も参加させることで一致した。日本は当時、日英同盟に基いて海軍の巡洋戦艦伊吹を派遣し船団の護衛を行っており、これはその時の協力関係を考慮したものである。式典には海上自衛隊の護衛艦きりさめが参加した。アボット首相は式典で日本について、「（日本は第一次世界大戦での）同盟国から（第二次世界大戦で）敵となり、今では最良の友」であると述べた。

#### 中国
野党時代は政府与党の中華人民共和国寄りの政策を批判していたが、首相になってからは中国と自由貿易協定を締結した。